# Mabuya nigropunctata
Mabuya nigropunctata är en ödleart som beskrevs av  Johann Baptist von Spix 1825. Mabuya nigropunctata ingår i släktet Mabuya och familjen skinkar. Inga underarter finns listade i Catalogue of Life.